# Drosophila macrochaetae
Drosophila macrochaetae este o specie de muște din genul Drosophila, familia Drosophilidae, descrisă de Hardy în anul 1965. Conform Catalogue of Life specia Drosophila macrochaetae nu are subspecii cunoscute.